# Катастрофа Boeing 737 у Манчестері

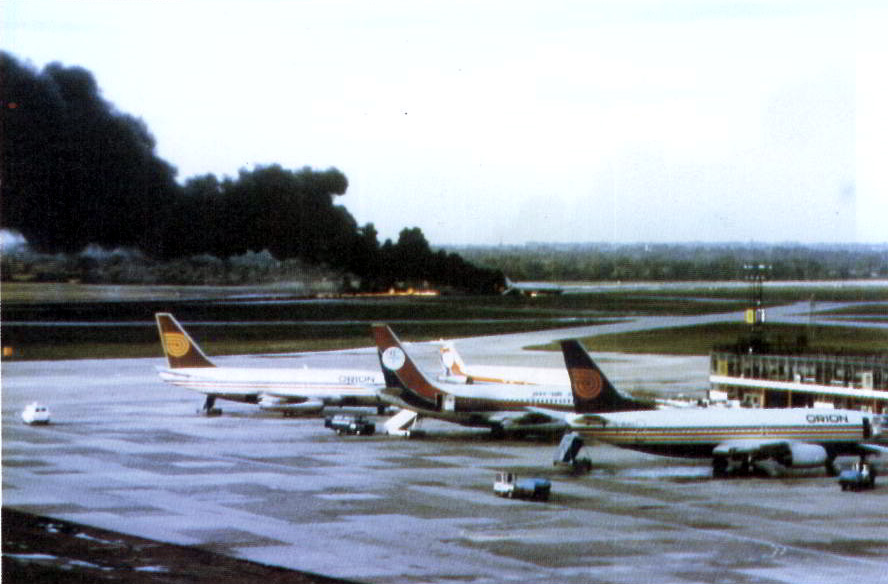
Палаючий борт рейсу 28M. Вид з терміналу аеропорту Манчестер.

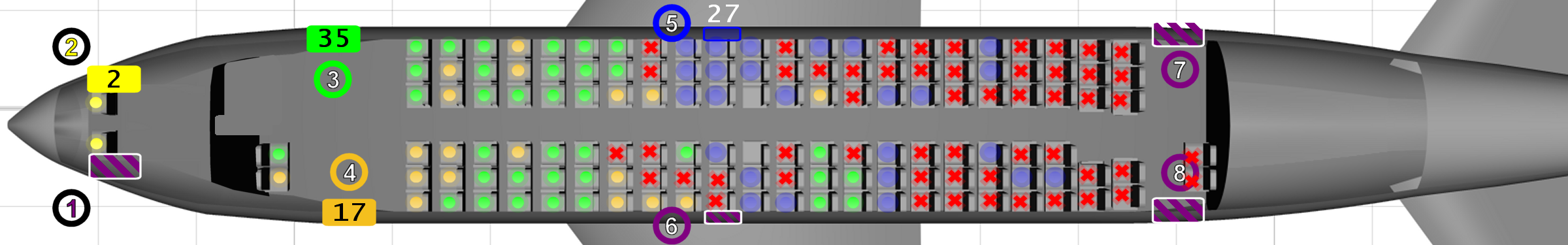
Кольорова діаграма, що показує, які пасажири рейсу 28M через які виходи вибралися (червоними хрестами позначені загиблі).

Катастрофа Boeing 737 в Манчестері — велика авіаційна катастрофа, що сталася в четвер 22 серпня 1985 року в аеропорту Манчестера. Пасажирський авіалайнер Boeing 737-236 Advanced вже неіснуючої британської авіакомпанії British Airtours здійснював чартерний рейс KT28M (в інших джерелах — KT328) за маршрутом Манчестер—Керкіра, але під час розгону по ЗПС аеропорту Манчестера перервав зліт через сильну пожежу двигуна №1. До 06:46 BST подежа двигуна була повністю локалізована, але з 137 осіб (131 пасажира і 6 членів екіпажу), що перебували на його борту, загинули 55, ще 15 отримали тяжкі поранення.
Причинами катастрофи стали відмова та пожежа двигуна №1 (лівого) через втомні зміни металу та неякісний ремонт.
Катастрофа рейсу 28M зробила 1985 рік в авіації найбільш смертоносними всю історію авіації (після катастроф під Корком, у Далласі і під Токіо).

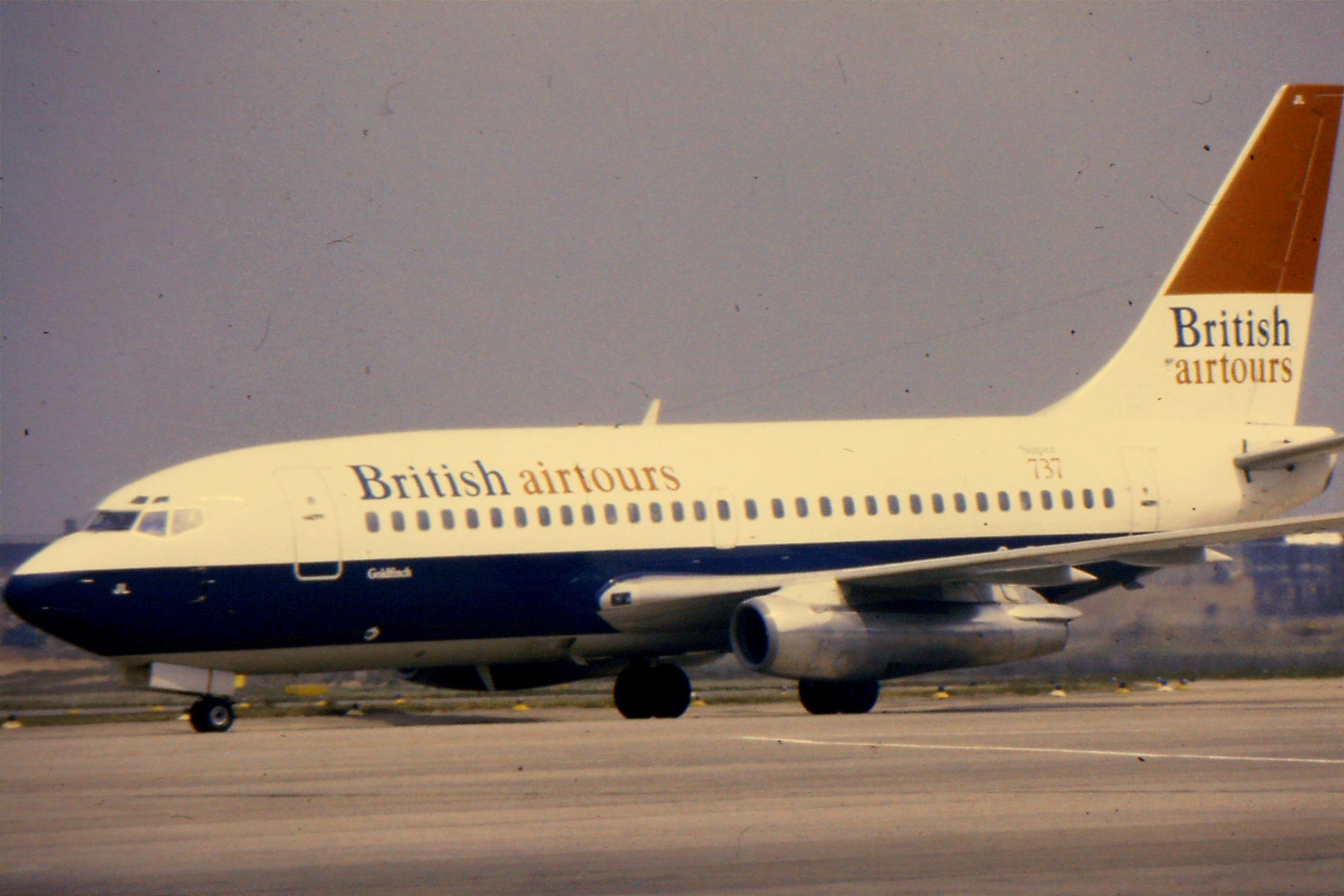
Літак, що зазнав катастрофи в 1982 році розфарбований в стару ліврею авіакомпанії British Airtours.

## Літак

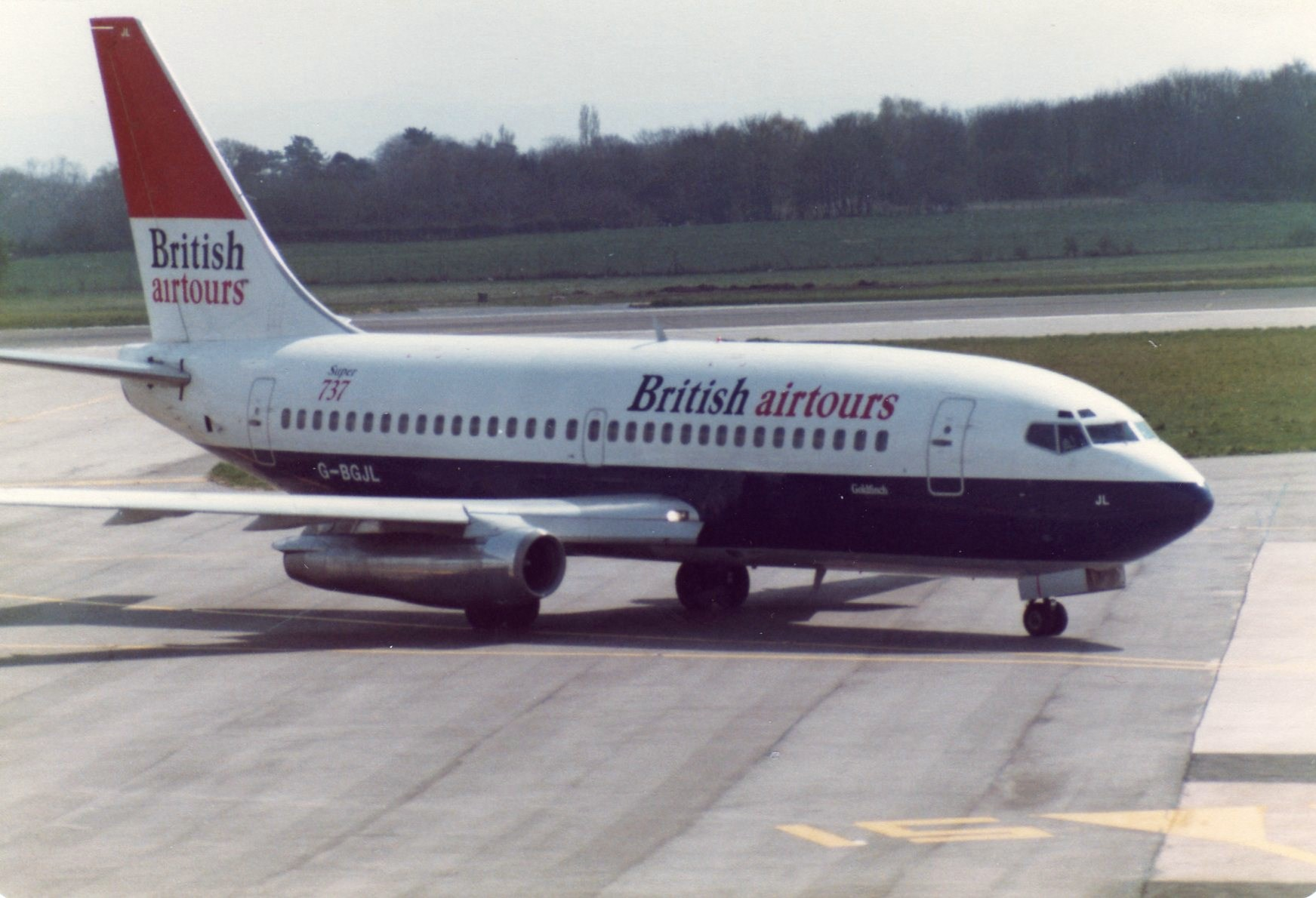
Згорівший літак в аеропорті катастрофи (Манчестер, 1982 рік).

Boeing 737-236 Advanced (реєстраційний номер G-BGJL, заводський 22033, серійний 743) був випущений у 1981 році (перший політ здійснив 26 лютого). 2 квітня того ж року авіалайнер було передано авіакомпанії British Airtours (дочірня авіакомпанія British Airways), де змінив два імені — Goldfinch та River Orrin. На день катастрофи 4-річний авіалайнер здійснив 5907 циклів «зліт-посадка» та налітав 12 977 годин.

## Екіпаж та пасажири
Усього на борту літака перебували 137 осіб — 6 членів екіпажу та 131 пасажир (серед них знаходилися 2 дитини). Серед екіпажу були 2 пілота і 4 бортпровідники, а серед пасажирів в основному на борту були тільки британці.

## Хронологія подій

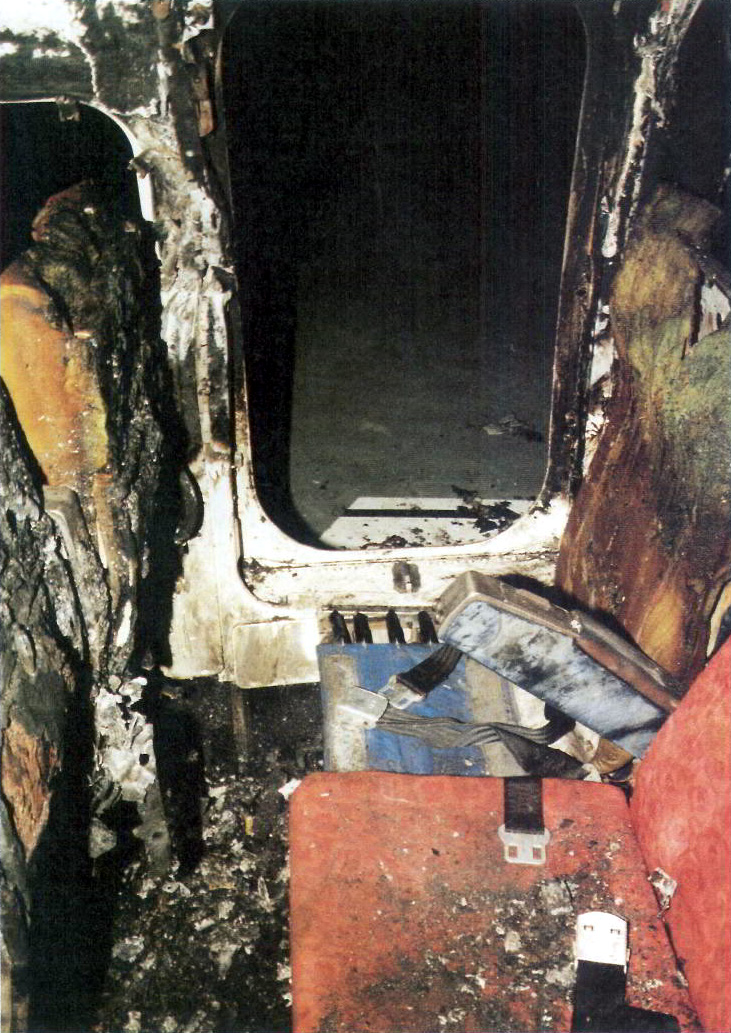
Правий вихід згорівшого «Боїнга»

22 серпня 1985 року Boeing 737-236 Advanced борт G-BGJL здійснював чартерний рейс KT28M (KT328) з Манчестера (Велика Британія) до Керкіри (Греція) (відстань по прямій близько 2200 кілометрів). Виліт проводився з аеропорту Манчестера.

## Наслідки катастрофи
За підсумками розслідування Департамент транспорту Великої Британії видав низку рекомендацій щодо підвищення безпеки польотів. Вони стосувалися вимог з технічного обслуговування, а також забезпечення протипожежної безпеки: зокрема, змінено дозволений порядок перепланування салону, впроваджено доріжки, що світяться, вказують напрям евакуації, всі аварійні виходи відзначаються табло, сидіння біля аварійних виходів повинні бути складними тощо.

## Нагороди
Стюардеси Джоанна Тофф, Шерон Форд та Жаклін Урбанські були нагороджені медалями королеви за відвагу (Форд та Урбанські посмертно). Крім того, в 1988 році вони, а також старший бортпровідник Артур Бредбері, отримали нагороду за героїзм (FSF Heroism Award) від Фонду безпеки польотів.

## Культурні аспекти
- Катастрофа рейсу 28M British Airtours показана в 9-му сезоні канадського документального телесеріалу Розслідування авіакатастроф у серії Паніка на злітній смузі.
- Також вона згадується у книзі І. А. Муромова «100 великих авіакатастроф» у розділі Пожежа літака «Боїнг-737» у Манчестері.